# Sri Lanka aux Jeux olympiques d'été de 2000
Le Sri Lanka participe aux Jeux olympiques d'été de 2000 à Sydney. Sa délégation est composée de 18 athlètes répartis dans 4 sports et son porte-drapeau est Damayanthi Dharsha. Au terme des Olympiades, la nation se classe 64e ex æquo avec l'Irlande, l'Uruguay et le Viêt Nam avec 1 médaille d'argent chacun. 

## Nombre d'athlètes qualifiés par sport
Voici la liste des qualifiés et sélectionnés Srilankais par sport (remplaçants compris) :
| Sport      | Hommes | Femmes | Total |
| ---------- | ------ | ------ | ----- |
| Athlétisme | 7      | 6      | 13    |

## Liste des médaillés srilankais

### Médailles d'or
Aucun athlète srilankais ne remporte de médaille d'or durant ces JO.

### Médailles d'argent
| Sport                  | Discipline | Sportifs              | Performance |
| Médailles d'argent : 1 |            |                       |             |
| Athlétisme             | 200m (F)   | Susanthika Jayasinghe |             |

### Médailles de bronze
Aucun athlète srilankais ne remporte de médaille de bronze durant ces JO.

## Athlétisme

### Hommes
| Athlète                                                                                                 | Épreuve          | Séries        | Séries      | Quarts de finale | Quarts de finale | Demi-finales  | Demi-finales | Finale          | Finale  |
| Athlète                                                                                                 | Épreuve          | Temps         | Rang        | Temps            | Rang             | Temps         | Rang         | Temps           | Rang    |
| --- | ---------------- | ------------- | ----------- | ---------------- | ---------------- | ------------- | ------------ | --------------- | ------- |
| Sugath Thilakaratne                                                                                     | 400 m            | 45 s 48       | 2e          | 45 s 54          | 6e               | Eliminé       | Eliminé      | Eliminé         | Eliminé |
| Rohan Pradeep Kumara                                                                                    | 400 m            | 46 s 00       | 4e          | Eliminé          | Eliminé          | Eliminé       | Eliminé      | Eliminé         | Eliminé |
| Sarath Prasanna Gamage                                                                                  | Marathon         | Non disputé   | Non disputé | Non disputé      | Non disputé      | Non disputé   | Non disputé  | 2 h 34 min 39 s | 73e     |
| Harijana Ratnayake                                                                                      | 400 m haies      | 50 s 43       | 4e          | Eliminé          | Eliminé          | Eliminé       | Eliminé      | Eliminé         | Eliminé |
| Rohan Pradeep Kumara Vellasamy Ratnakumara Ranga Wimalawansa Sugath Thilakaratne Manura Kuranage Perera | Relais 4 × 400 m | 3 min 06 s 25 | 1er         | Non disputé      | Non disputé      | 3 min 02 s 89 | 6e           | Eliminé         | Eliminé |

### Femmes
| Athlète                                                               | Épreuve          | Séries  | Séries | Quarts de finale | Quarts de finale | Demi-finales | Demi-finales | Finale  | Finale            |
| Athlète                                                               | Épreuve          | Temps   | Rang   | Temps            | Rang             | Temps        | Rang         | Temps   | Rang              |
| --------------------------------------------------------------------- | ---------------- | ------- | ------ | ---------------- | ---------------- | ------------ | ------------ | ------- | ----------------- |
| Susanthika Jayasinghe                                                 | 100 m            | 11 s 15 | 1er    | 11 s 23          | 4e               | 11 s 33      | 6e           | Eliminé | Eliminé           |
| Susanthika Jayasinghe                                                 | 200 m            | 22 s 53 | 1er    | 22 s 54          | 1er              | 22 s 45      | 2e           | 22 s 28 | Médaille d'argent |
| Damayanthi Dharsha                                                    | 400 m            | 52 s 13 | 3e     | 52 s 35          | 6e               | Eliminé      | Eliminé      | Eliminé | Eliminé           |
| Sriyani Kulawansa                                                     | 100 m haies      | 13 s 10 | 3e     | 13 s 19          | 7e               | Eliminé      | Eliminé      | Eliminé | Eliminé           |
| Tamara Samandeepika Pradeepa Herath Nimmi de Zoysa Damayanthi Dharsha | Relais 4 × 100 m | 44 s 51 | 5e     | Eliminé          | Eliminé          | Eliminé      | Eliminé      | Eliminé | Eliminé           |